# Vincenzo Sellaro
Vincenzo Sellaro (Polizzi Generosa, 24 aprile 1868 – New York, 28 novembre 1932) è stato un medico italiano naturalizzato statunitense.
Fondò l'Order Sons and Daughters of Italy in America (OSDIA), la più grande organizzazione italoamericana degli Stati Uniti, per aiutare gli italoamericani a lavorare insieme per migliorare la loro posizione sociale, civile e personale nella società. Morì all'età di 64 anni, il 28 novembre 1932, ed è sepolto nel cimitero di Woodlawn nel Bronx, a New York.

## Biografia
Fondò un ambulatorio privato di ginecologia al 203 di Grand Street nel quartiere "Little Italy" di Manhattan. Nella sua attività medica, intuì che molti immigrati italiani, ricoverati negli ospedali americani, erano spesso messi in situazioni di pericolo di vita a causa della barriera linguistica tra loro ed il personale medico e paramedico. Per affrontare questo problema, Sellaro, costituì un comitato ad hoc di medici bilingue (italiano e inglese), e successivamente fondò il primo ospedale italiano negli USA, il Columbus Italian Hospital, dove i pazienti potevano parlare l'italiano.
Infaticabile sostenitore dell'italianità negli USA, in seguito entrò a far parte dell'American Medical Association e condusse ricerche sul diabete e sul cancro. Organizzò anche una scuola per ostetriche sotto l'egida del New York City Health Board.
Nel 1904, concepì l'idea di unire tutti gli italoamericani in un'unica grande organizzazione fraterna. Il 7 giugno 1905 tenne, nella sua abitazione, un incontro organizzativo. Erano presenti l'avvocato Antonio Marzullo, il farmacista Ludovico Ferrari, lo scultore Giuseppe Carlino, lo scultore Pietro Viscardi e Roberto Merlo e due barbieri. La prima riunione formale dell'Ordine si tenne tre settimane dopo. In quell'occasione, Sellaro fu eletto Sommo Venerabile (oggi Presidente nazionale) della Suprema Loggia dei Figli d'Italia.
Il nome del gruppo fu presto cambiato in Ordine Figli d'Italia in America. Sellaro scrisse la costituzione nazionale dell'Ordine e fondò la prima loggia locale dell'OSIA, la Loggia Mario Rapisardi n. 1, il 31 agosto 1905.
Nel 1922, Sellaro fu nominato cavaliere dal governo italiano per il suo aiuto alla comunità italo-americana, più tardi scriverà su The OSIA News che aveva fondato l'OSIA "per emancipare [gli italiani] da ogni pregiudizio". Nel 1928, il governatore Alfred E. Smith consegnò a Sellaro la chiave dello Stato di New York in riconoscimento dei contributi medici e sociali che aveva offerto alla comunità.

### Morte
Il 18 settembre 1932, sofferente di insufficienza renale, malattie cardiache, diabete e arteriosclerosi, fu ricoverato come paziente del Columbus Italian Hospital, da lui fondato. Dopo 72 giorni, cadde in coma e morì a 64 anni il 28 novembre 1932.